# Kjeld Steen
Kjeld Hermann Pedersen Steen (ur. 18 czerwca 1928 w Kopenhadze, zm. 21 maja 2005) – duński pięściarz. Reprezentant kraju podczas igrzysk olimpijskich w 1952 w Helsinkach. Na igrzyskach wziął udział w turnieju w wadze muszej. W pierwszej rundzie przegrał 3:0 z reprezentantem Norwegii Torbjørn Clausenem.